# Peugeot
Пежо (фр. Peugeot) је француско предузеће аутомобила, основано 1896. године. Компанију је основао Арман Пежо, а седиште је у Поасију. Део је компаније Стелантис.

## Историја
Породични посао из којег је касније изникао Пежо, основан је 1810. године. Фамилија Пежо је преуредила свој млин у селу у ваљаоницу за производњу челика. 1858. године Емил Пежо је одабрао лава за симбол марке Пежо. Лав је одабран као отелотворење квалитета које је имала позната фабрика. Симбол лава је почео да се појављује не само на алатима и сечивима марке Пежо, него и на млиновима за кафу, посудама за со и бибер, од 1882. године на бициклима, а од 1898. године и на мотоциклима. Због размимоилажења у породици, 1896. године Арман Пежо, који је био веома заинтересован за аутомобиле оснива компанију за производњу аутомобила Пежо, Peugeot (Société des Automobiles Peugeot). Компанија производи свој први аутомобил 1889. године. Аутомобил је креиран у сарадњи са Леоном Серполеом, једним од пионира француског аутомобилизма. То је било возило на три точка покретано парном машином, а произведено је свега четири примерка. Након састанка са Готлибом Дајмлером и Емилом Левасором 1890. године, принцип са парном машином је напуштен. Модел са три точка претворен је у верзију са четири точка, користећи мотор по лиценци Дајмлера.
1903. године Арман Пежо креће у производњу мотоцикала. У то време Пежо је производио половину свих аутомобила у Француској. 1907. године представљен је први мотор са шест цилиндара. 1910. године у Сошоу је изграђена нова фабрика, која 1928. године постаје Пежо фабрика. Током Првог светског рата, Пежо је фокусирао производњу на оружје и постаје један од најважнијих произвођача оружја и возила за војне потребе, од бицикала до тенковских граната и бомби. После рата, Пежо се враћа производњи аутомобила, који постају приступачнији већини људи.
1929. године појављује се Пежо 201, први аутомобил чије је име у класичном Пежо стилу, три цифре са нулом у средини. Пежо 201 је био први аутомобил који је био опремљен независним предњим огибљењем. Убрзо после представљања овог модела дошла је економска криза. Продаја је драстично пала, али Пежо успева да преживи овај период. 1933. године Пежо представља нови аеродинамични изглед својих возила. Исте године почиње производња модела Eclipse 402. Био је то први кабриолет са покретним тврдим кровом. Овај концепт су касније преузели многи произвођачи, па га је чак и сам Пежо поново искористио на моделу 206 CC.
Током Другог светског рата, Пежо је био приморан да се бави израдом аутомобила и оружја за немачке ратне потребе. До краја рата, њихове фабрике су бомбардоване и доста оштећене.
Након рата, Пежо се враћа на тржиште производњом модела 202 који се појављује 1946. године. Произведено је укупно 14.000 комада. 1947. године представљен је Пежо 203 који је имао опруге и хидрауличне кочнице. Овај модел је достигао рекорд у продаји и производио се до 1960. године. 1958. године Пежо почиње продају и на тржишту САД. 1960. године представљен је модел 404 који је користио мотор од 1618 кубика из модела 403, а који се показао као изузетно робустан након што је освојио Источноафрички Сафари Рели четири пута од 1963. до 1968. године. 1966. године Пежо улази у кооперацију са Реноом, а 1972. са марком Волво.

### Доба ПСА
У намери да стекне већи удео на тржишту, 1974. године Пежо купује 38% акција Ситроена, а 1976. преузима овог произвођача у потпуности. Преузимање није прошло без протеста, пошто су поштоваоци Ситроена страховали да ће године иновација и производње пропасти. Новонастала компаније добија назив ПСА (Peugeot Société Anonyme), која представља обе марке. Ово партнерство је значило да су два бренда поделила међусобно своја техничка достигнућа, али су задржали свој дизајн.
1978. године ПСА купује европску филијалу фирме Крајслер, Симку. Крајслер се у то време борио за опстанак због нафтне кризе настале 1974. године. 1980. Пежо је преименовао групацију Крајслер – Симка у тада већ заборављено име Талбот. Шест година касније овај бренд је угашен. Важан заокрет фабрика прави 1983. године лансирањем популарног модела 205, којег су наследили многи успешни модели са наставком 6, 206, 306, 406.

## Европски аутомобили године
Пежо је пет пута освaјaо награду Европског аутомобила године:
- 1969 – Пежо 504
- 1988 – Пежо 405
- 2002 – Пежо 307
- 2014 – Пежо 308
- 2017 – Пежо 3008
- 2020 – Пежо 208

## Модели

### Знакови у бројевима
- 104, 106, 107, 108
- 201, 202, 203, 204, 205, 206, 207, 208
- 301, 302, 304, 305, 306, 307, 308, 309
- 401, 402, 403, 404, 405, 406, 407, 408
- 504, 505, 508
- 601, 604, 605, 607
- 806, 807
- 905, 907, 908
- 1007, 2008, 3008, 4007, 4008, 5008

### Остали
- Пежо Боксер
- Пежо Експерт
- Пежо Партнер
- Пежо Рифтер
- Пежо Бипер